# Lola Akinmade Åkerström
Lola Akinmade Åkerström là một nhiếp ảnh gia và nhà văn du lịch người Nigeria có trụ sở tại Stockholm, Thụy Điển. Cô là tổng biên tập của tờ Slow Travel Stockholm. Các tác phẩm của cô đã được giới thiệu trên tạp chí National Geographic Traveller, BBC và CNN, cùng với một số ấn phẩm khác. Cô đã học Hệ thống Thông tin Địa lý (GIS) tại Đại học Maryland.

## Đầu đời và giáo dục
Tuổi thơ cô sống ở Lagos tây nam Nigeria, nơi cô hoàn thành những năm học ở đây trước khi chuyển đến Hoa Kỳ ở tuổi 15. Cô nhận bằng thạc sĩ về Hệ thống thông tin từ Đại học Maryland. Năm 19 tuổi, cô được nhận vào Đại học Oxford ở Anh nhưng không theo đuổi được do gặp vấn đề tài chính. Năm 2006, Åkerström cùng chồng chuyển đến Thụy Điển.

## Sự nghiệp
Kerström bắt đầu sự nghiệp nhà báo thường trú tại Eco-Challenge. Cô đã 12 năm làm việc với tư cách nhà phát triển GIS trước khi trở thành một nhiếp ảnh gia chuyên nghiệp. Từ năm 2006 đến 2007, cô làm biên tập viên cho Matador Network. Vào tháng 10 năm 2009, cô đã từ bỏ việc được bổ nhiệm tại GIS toàn cầu để theo đuổi đam mê của mình. Tháng 6 năm 2011, kerström tham gia vào một chương trình tuyển chọn trước do Quark Expeditions tổ chức để bình chọn ra một nhà văn sẽ thực hiện chuyến đi Bắc Cực cho dự án ghi lại tư liệu về hệ sinh thái nơi đây. Năm 2012, cô tham gia vào cuộc đua thám hiểm ở Fiji, nơi cô bắt đầu kết hợp các kỹ năng du lịch, nhiếp ảnh và viết lách của mình. Năm 2016, cô đã đến Ý để khám phá các di sản thế giới Unesco của Sabbioneta và Mantova.

## Liên kết
- Website chính thức